# Left Law
Left Law är en kulle i Storbritannien.   Den ligger i kommunen South Lanarkshire och riksdelen Skottland, i den centrala delen av landet, 500 km norr om huvudstaden London. Toppen på Left Law är 363 meter över havet.
Terrängen runt Left Law är huvudsakligen platt, men åt sydost är den kuperad.Runt Left Law är det glesbefolkat, med 8 invånare per kvadratkilometer. Närmaste större samhälle är Livingston, 18,5 km norr om Left Law. Trakten runt Left Law består i huvudsak av gräsmarker.